# Tvåtjärnarna (Hanebo socken, Hälsingland, 678218-154178)
Tvåtjärnarna är två sjöar i Bollnäs kommun i Hälsingland och ingår i Skärjåns huvudavrinningsområde. De ligger drygt 2 km nordost om byn Tönsen i Hanebo.